# شیموتسوکه، توچیگی
شیموتسوکه در استان توچیگی در کشور ژاپن واقع شده‌است  که دارای جمعیت ۵۹٬۴۵۹ نفر و مساحت ۷۴٫۵۸ کیلومتر مربع با تراکم جمعیت ۷۹۷  نفر در کیلومترمربع است و در تاریخ ۱۰ ژانویه ۲۰۰۶ به عنوان شهر شناخته شد.